# Prodecatoma latilineata
Prodecatoma latilineata är en stekelart som beskrevs av Cameron 1913. Prodecatoma latilineata ingår i släktet Prodecatoma och familjen kragglanssteklar.
Artens utbredningsområde är Guyana. Inga underarter finns listade i Catalogue of Life.